# Мариенхаген (Нижняя Саксония)
Мариенхаген (нем. Marienhagen) — община в Германии, в земле Нижняя Саксония.
Входит в состав района Хильдесхайм. Подчиняется управлению Дуйнген. Население составляет 808 человек (на 31 декабря 2010 года). Занимает площадь 6,23 км².

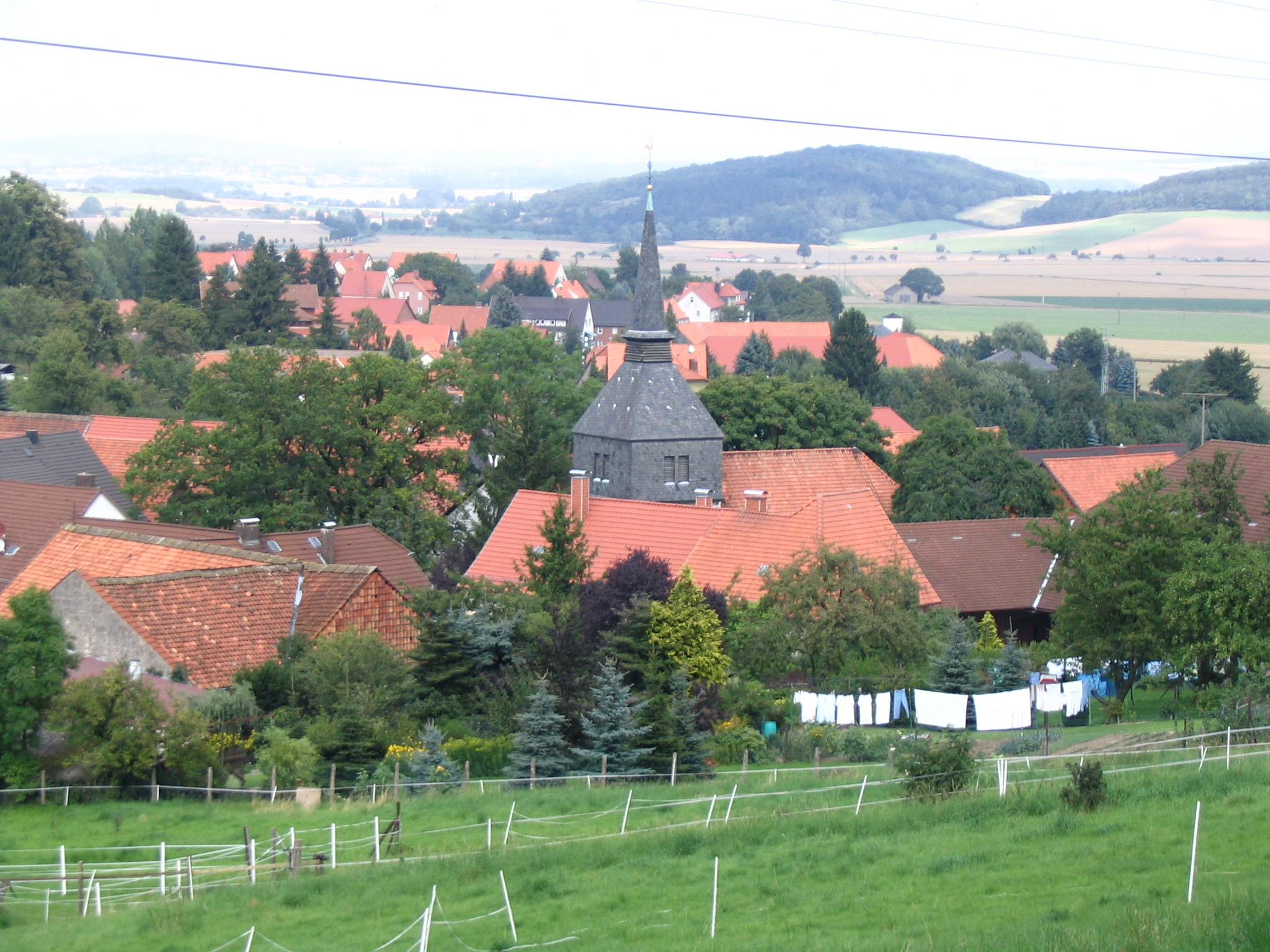
Мариенхаген

| Год  | Население |
| ---- | --------- |
| 1990 | 934       |
| 1995 | 958       |
| 2000 | 898       |
| 2005 | 910       |
| 2010 | 830       |